# Richard Wurmbrand

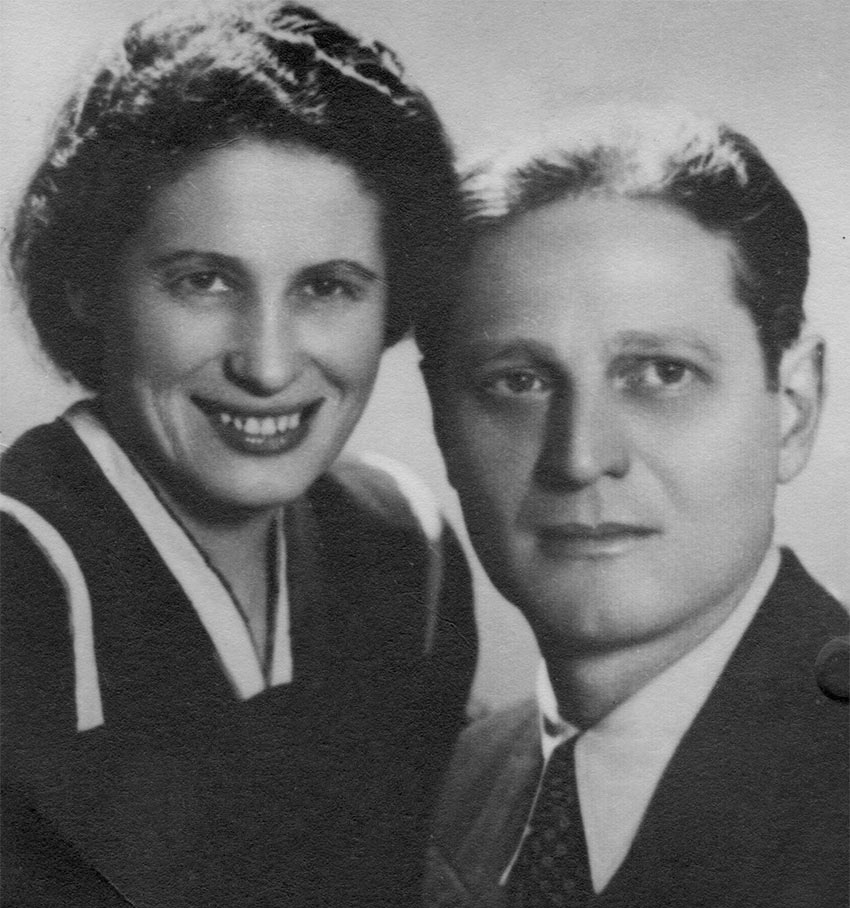
Sabina und Richard Wurmbrand

Richard Wurmbrand (* 24. März 1909 in Bukarest; † 17. Februar 2001 in Glendale) war ein rumänischer lutherischer Pfarrer jüdischer Herkunft, Gründer der Hilfsaktion Märtyrerkirche, die sich für Christen einsetzte, die in kommunistischen Ländern verfolgt wurden, und selbst Verfolgter des kommunistischen Regimes in Rumänien, der mehrfach gefoltert wurde, insgesamt 14 Jahre im Gefängnissen verbrachte, darunter mehrere Jahre in Einzelhaft.

## Leben
Richard Wurmbrand wurde als vierter Sohn einer deutsch-jüdischen Familie geboren. Er selbst bezeichnete sich auf die Frage, ob er Deutscher sei, als Jude, so 1966/67 in den USA vor dem Komitee für nichtamerikanische Betätigungen: „Nein, ich bin Jude“. 1918 starb sein Vater, ein Zahnarzt, und die Familie verarmte. Mit 16, sagte Richard Wurmbrand später, sei er glühender Kommunist und Atheist gewesen. In den 1930er Jahren wurde er Geschäftsmann, brachte es zu Wohlstand und beteiligte sich am Gesellschaftsleben der rumänischen Hauptstadt, dem „Paris des Balkans“. 1936 heiratete er Sabina Oster, die ebenfalls jüdischer Abstammung war. 1938 wurde ihr einziges Kind Michael geboren.
1937 kam Wurmbrand laut seiner Autobiographie durch einen alten deutschen Zimmermann in einem kleinen rumänischen Dorf zum christlichen Glauben. Danach wurde er bei der Anglikanischen Mission für Juden zum Pastor ausgebildet und ordiniert. In seiner Kirche und in seinem Privathaus fanden Juden Zuflucht und Schutz vor der einsetzenden antisemitischen Verfolgung.
1948 wurde er vom kommunistischen Regime, das nach dem Zweiten Weltkrieg an die Macht gekommen war, verhaftet, verhört und gefoltert. Die Gefangenschaft im Gefängnis Sighet dauerte acht Jahre bis 1956, davon drei Jahre in strenger Einzelhaft in unterirdischen Kerkern, ohne Sonnenlicht oder Geräusche der Außenwelt. Unter der Auflage, nicht mehr zu predigen, wurde er freigelassen. Drei Jahre später, 1959, wurde er erneut verhaftet und bis 1964 inhaftiert.
Für 10.000 US-Dollar konnten norwegische Christen (Norwegische Judenmission und Hebräisch-Christliche Allianz) ihn und seine Familie freikaufen unter der Bedingung, sich im Ausland nicht kritisch über das Regime zu äußern. Bei Zuwiderhandeln drohte die rumänischen Geheimpolizei ausdrücklich mit Ermordung, Entführung aus dem Ausland oder Verleumdungskampagnen.
Erst 1990 durften Richard und Sabina Wurmbrand nach 25 Jahren Exil wieder nach Rumänien reisen. Wurmbrand war ein Freund des rumänischen Dichters und Liedermachers Costache Ioanid. 2006 wurde er an die fünfte Stelle einer Liste der 100 berühmtesten Rumänen gewählt.

## Hilfsaktion Märtyrerkirche
Im Westen wurde Wurmbrand der Begründer der weltweiten Missionsgesellschaft Hilfsaktion Märtyrerkirche, die sich für die verfolgten Christen hinter dem Eisernen Vorhang einsetzte.
In Deutschland existiert die Hilfsaktion Märtyrerkirche e. V. (auch „Voice of the Martyrs“ genannt), die von ihm 1969 gegründet wurde. Nach dem Zusammenbruch des Ostblocks ist sie auch in der islamischen Welt tätig.

## Schriften und Kritik daran
1967 veröffentlichte Wurmbrand seine Erfahrungen im kommunistischen Gefängnis in seinem ersten Buch „Tortured for Christ“ (deutsch 1968 Gefoltert für Christus). Es wurde in 65 Sprachen übersetzt und erreichte eine Auflage von insgesamt über vier Millionen Exemplaren. In einer Vielzahl weiterer Publikationen setzte sich Wurmbrand für Christen in kommunistischen Ländern ein, die aufgrund ihres Glaubens diskriminiert, verfolgt, verhaftet und gefoltert wurden. Seine Hinweise fanden im Westen große Beachtung.
Wurmbrands Sachbücher stießen auf Kritik. In einem Buch behauptet er irrtümlich, dass die Aufforderung „Fürchte dich nicht!“ genau 366-mal in der Bibel vorkomme – gewissermaßen für jeden Tag des Jahres (einschließlich eines Schalttags) einmal. Tatsächlich steht diese Aufforderung nur ca. 100-mal in der Bibel. In einem anderen Buch zitierte Wurmbrand das falsche Gerücht, dass sich Charles Darwin kurz vor seinem Tod zum christlichen Glauben bekehrt sowie von seiner Evolutionstheorie distanziert habe.

## Veröffentlichungen
- In Gottes Untergrund. Mit Christus 14 Jahre in kommunistischen Gefängnissen. Evangelisationsverlag Berghausen, o. J. [ca. 1967], ISBN 978-3-922816-33-1.
- Tortured for Christ; deutsch: Gefoltert für Christus. Ein Bericht vom Leiden und Bekennen der Märtyrerkirche. 1. Auflage Aussaat Verlag, 1968; 19. Auflage, Uhldingen 2004, Hilfsaktion Märtyrerkirche, ISBN 978-3-9810003-0-6.
- Sowjetheilige (1968)
- Stärker als Kerkermauern (1969)
- Blut und Tränen (1967/1970)
- Wurmbrandbriefe (1970/1973)
- Das blutbeschmutzte Evangelium (1973/1974)
- Antwort auf Moskaus Bibel (1974/1977)
- Erreichbare Höhen. Tägliche Andachten (1978), ISBN 978-3-921213-17-9.
- Karl Marx und Satan – War Karl Marx ein Satanist? (1978), ISBN 978-0-88840-461-9.
- Kleine Noten, die sich mögen (1979/1981)
- Wo Christus noch leidet (1980/1983)
- Christus auf der Judengasse. (1980ff), ISBN 978-3-922816-72-0.
- Ein Brand aus dem Feuer (1985)
- Atheismus – ein Weg? 35 Beweise der Existenz Gottes (1986)
- Das andere Gesicht des Karl Marx (7. Aufl. 1987)
- Das Lied der Liebe (1988)
- Briefwechsel mit Jesus (1990)
- Leid und Sieg. Die Rückkehr nach Rumänien (1991)
- Aus dem Munde der Kinder (1992)
- Sieben Worte am Kreuz (1959/1993)
- Die Überwinder (1994)
- Wenn Gefängnismauern sprechen könnten (1995)
- Allein mit Gott (1995)
- Jesus, Freund der Terroristen (1995)
- Vollkommener Segen (1997), ISBN 978-3-922816-69-0.
- Der Spiegel der Seele. Stephanus Edition (1959/2000), ISBN 978-3-922816-94-2.